# Maura (Nannestad)
Maura – miasto w gminie Nannestad w okręgu Akershus.
1 października 2024 roku Maurę zamieszkiwało 4757 osób.